# Highland Rim
Highland Rim je rozsáhlá vápencová plošina ve státech Tennessee a Kentucky, na jihovýchodě Spojených států amerických. Rozkládá se od Appalačských plošin až k Centrálním rovinám. Highland Rim také tvoří samostatnou oblast v rámci fyzické geografie Spojených států.

## Geologie
Vápencová souvrství pochází z karbonu. Povrch vápencových plošin byl překryt fluvioglaciálními sedimenty, nachází se zde půdy typu terra rossa, v místech bez půd jsou škrapová pole. Oblast je známá krasovými jevy. Nejvýznamnější část na řece Green River je součástí Národního parku Mammoth Cave.

## Krajina
Nadmořská výška oblasti se pohybuje od 150 do 430 metrů, nejčastěji okolo 300 m. Krajina má ráz pahorkatiny, s nízkými hřbety a údolími. Rostou zde listnaté opadavé lesy mírného pásma. V oblasti je řada menších vodních toků.

## Členění
- Západní Highland Rim
- Východní Highland Rim
- Severní Highland Rim
- Jižní Highland Rim